# Ngasinan (Jetis)
Ngasinan is een bestuurslaag in het regentschap Ponorogo van de provincie Oost-Java, Indonesië. Ngasinan telt 3950 inwoners (volkstelling 2010).